# Lampranthus falciformis
Lampranthus falciformis es una especie de planta suculenta perteneciente a la familia de las aizoáceas. Es originaria de Sudáfrica.

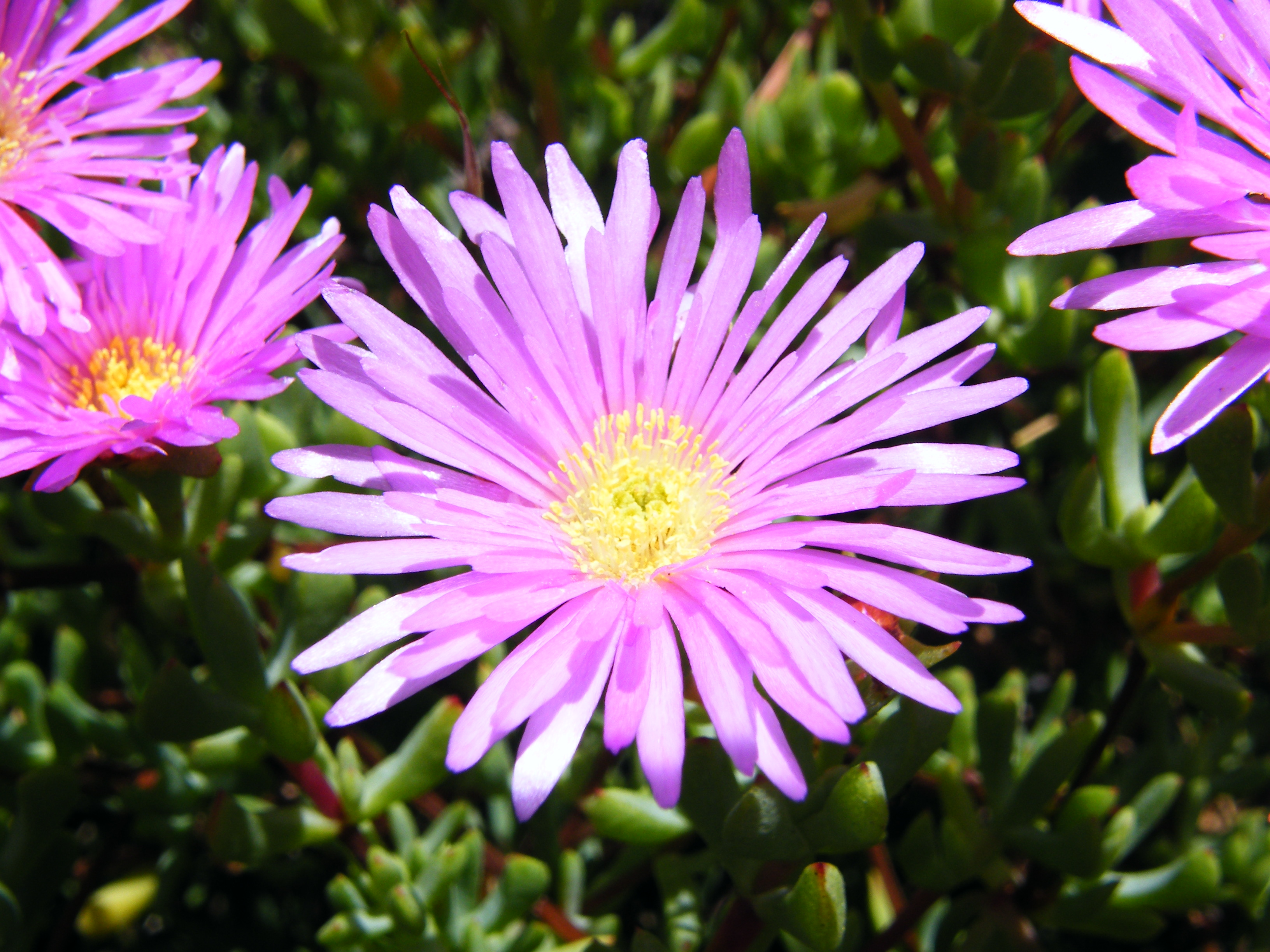
Detalle de la flor

## Descripción
Es una pequeña planta suculenta perennifolia que alcanza un tamaño de 20 a 30 cm de altura, con flores de color violeta, a una altitud de 300 - 980 metros en Sudáfrica.

## Taxonomía
Lampranthus falciformis fue descrita por  (Haw.) N.E.Br., y publicado en The Gardeners' Chronicle, III, 87: 212. 1930.
Etimología
Lampranthus: nombre genérico que deriva de las palabras griegas: lamprós = "brillante" y ánthos = "flor".
falciformis: epíteto latino que significa "con forma curvada".
Sinonimia
- Mesembryanthemum falciforme Haw. basónimo
- Oscularia falciformis (Haw.) H.E.K.Hartmann
- Lampranthus falciformis var. maritimus L.Bolus
- Mesembryanthemum maritimum L.Bolus (1) (1937)[3][4]